# Shaun Greatbatch
Shaun Greatbatch (* 13. Juli 1969 in Newmarket (Suffolk); † 5. Juni 2022) war ein englischer Dartspieler. Sein Spitzname Nine Dart Man geht darauf zurück, dass er den ersten Neundarter im Live-Fernsehen warf. Dies gelang ihm im Finale der Dutch Open 2002 gegen Steve Coote.

## Karriere
Erstmals in Erscheinung trat Greatbatch bereit 1986 bei der ersten Jugendweltmeisterschaft der British Darts Organisation (BDO). Hierbei schied er im Viertelfinale gegen Harith Lim aus. Anschließend wurde das Jugendturnier nicht weiter ausgetragen. Darts spielte ohnehin eine große Rolle in Greatbatchs Familie. So war auch seine walisische Mutter Sandra eine bekannte Dartspielerin. Shaun selbst verlor zwischen 2001 und 2005 vier Mal in Folge in der ersten Runde der BDO-Weltmeisterschaft. Diese Negativserie endete 2006, als er schließlich gegen Niels de Ruiter gewann. Er kam dann bis ins Halbfinale, wo er dem späteren Turniersieger Jelle Klaasen unterlag. Somit war Greatbatch auch im Folgejahr wieder bei dem Turnier dabei, kam dieses Mal aber nur bis ins Achtelfinale. 2008 und 2009 verlor er gar wieder in der ersten Runde.

## Leben
Greatbatch lebte in Suffolk und arbeitete in der Bauindustrie. Am 14. Juni 2008 wurde bekannt, dass er mit einem multiplem Myelom diagnostiziert wurde. Durch dieses Leiden verlor er alle seine Kopfhaare, nahm merklich ab und verlor an Körpergröße. Trotz seiner Krankheit war Greatbatch in der Lage bei der BDO-Weltmeisterschaft 2009 zu spielen, da er zuvor genug Ranglistenpunkte erspielt hatte. Er verlor allerdings chancenlos.
Greatbatch starb am 5. Juni 2022 mit nur 52 Jahren.

## Weltmeisterschaftsresultate

### BDO Jugend
- 1986: Viertelfinale (0:2-Niederlage gegen  Harith Lim)

### BDO
- 2001: 1. Runde (0:3-Niederlage gegen  Ted Hankey)
- 2003: 1. Runde (0:3-Niederlage gegen  Colin Monk)
- 2004: 1. Runde (1:3-Niederlage gegen  James Wade)
- 2005: 1. Runde (2:3-Niederlage gegen  Mike Veitch)
- 2006: Halbfinale (3:6-Niederlage gegen  Jelle Klaasen)
- 2007: Achtelfinale (0:4-Niederlage gegen  Tony Eccles)
- 2008: 1. Runde (1:3-Niederlage gegen  Martin Phillips)
- 2009: 1. Runde (0:3-Niederlage gegen  John Walton)

## Titel

### WDF
- Dutch Open: 2002
- Swedish Open: 2004, 2007
- German Open: Doppel 2004
- Denmark Open: 2005
- English National Singles: 2007

### Sonstige
- Portland Open Fours Champion: 2002
- British Internationals: 2005, 2006, 2007 (jeweils mit der englischen Mannschaft)